# 宜陽県
宜陽県（ぎよう-けん）は中華人民共和国河南省洛陽市に位置する県。

## 行政区画
- 鎮:城関鎮、柳泉鎮、韓城鎮、白楊鎮、香鹿山鎮、錦屏鎮、三郷鎮、張塢鎮、蓮荘鎮、趙保鎮、樊村鎮、高村鎮
- 郷:塩鎮郷、花果山郷、上観郷、董王荘郷

## 交通

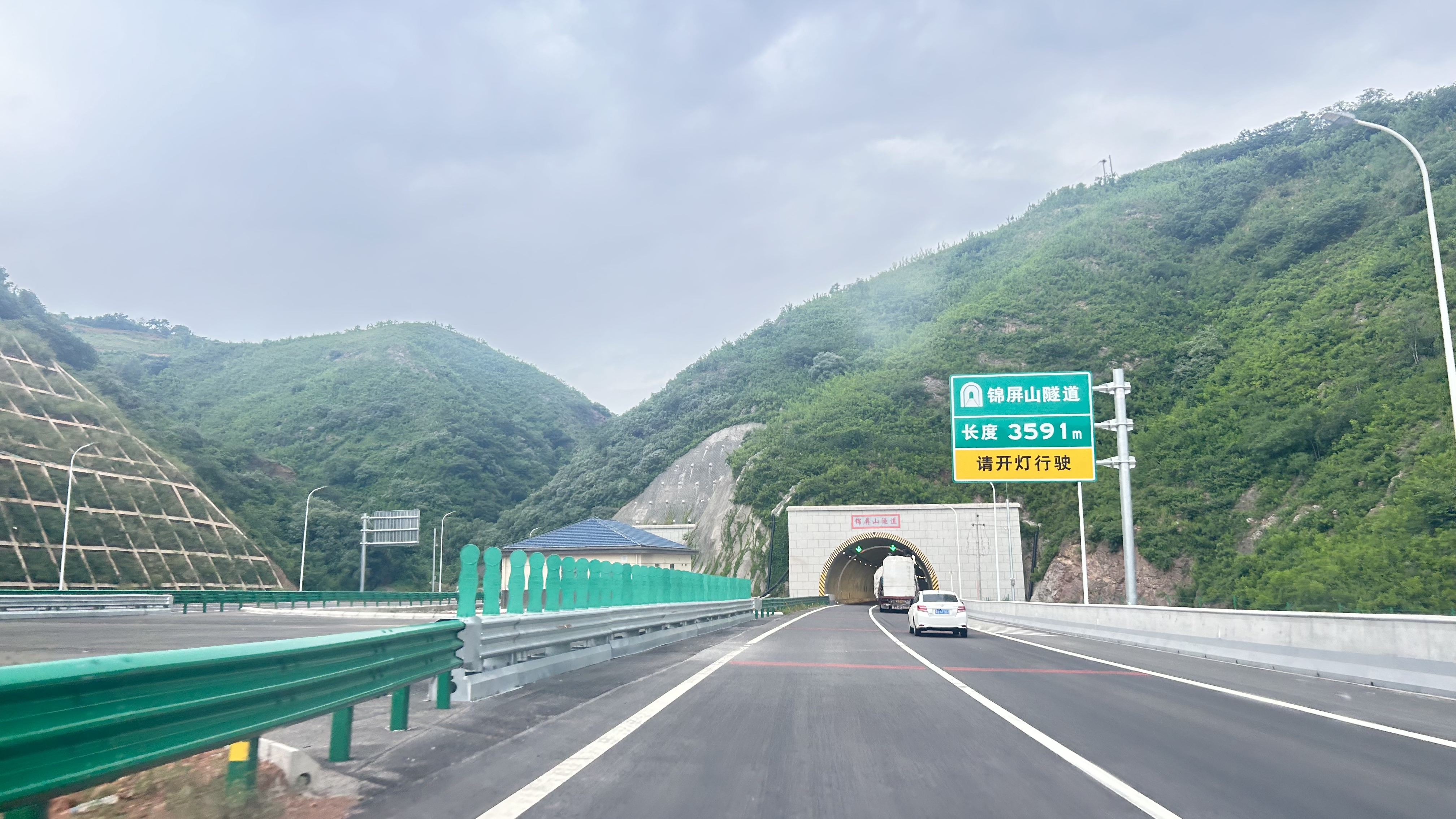
新伊高速道路 錦屏山トンネル

### 道路
- 高速道路
  -  洛盧高速道路（中国語版）
  -  澠淅高速道路
  -  新伊高速道路
- 国道
  - G241国道（中国語版）
  - G343国道（中国語版）